# Ancistrosoma vittigerum
Ancistrosoma vittigerum är en skalbaggsart som beskrevs av Wilhelm Ferdinand Erichson 1847. Ancistrosoma vittigerum ingår i släktet Ancistrosoma och familjen Melolonthidae. Inga underarter finns listade i Catalogue of Life.